# Roboform
РобоФорм (RoboForm) — программа для автоматического заполнения форм на веб-сайтах и хранения паролей с закрытым исходным кодом. Приложение доступно в Windows, MacOS, Android, iOS и Linux, и оно интегрируется со всеми популярными расширениями браузеров, включая Windows Internet Explorer, Mozilla Firefox, Google Chrome, Microsoft Edge, Safari и Opera. RoboForm сохраняет и вводит данные для авторизации в системе, а также другие конфиденциальные данные, включая информацию о контактах и платежах, обычно запрашиваемую формами на сайтах.

## Обзор
RoboForm был выпущен в 1999 году компанией Siber Systems, частной компанией со штаб-квартирой в городе Фэрфакс, штат Вирджиния.
RoboForm защищает пароли и другие конфиденциальные данные с помощью шифрования AES-256 с использованием алгоритма PBKDF2. Доступ к данным невозможно получить без мастер-пароля, который известен только пользователю, а шифрование и дешифрование происходит на стороне устройства, и никогда — на сервере. RoboForm доступен для использования как локально, так и через Облако.
Приложение доступно отдельным лицам, семьям и предприятиям. Частные лица могут использовать Roboform в качестве услуги Freemium, получая дополнительные функции, включая синхронизацию между устройствами, облачную резервную копию и доступ к сети с подпиской RoboForm Everywhere стоимостью 19,95 долларов США в год. Семейные планы доступны для пяти членов, а подписки предлагаются с шагом в 1, 3 и 5 лет. Лицензия RoboForm for Business обеспечивает централизованное управление для организации, и тариф за подписку взимается за каждого пользователя.

## Функции
- Поддержка многих платформ
- Неограниченное количество логинов
- Один мастер-пароль
- Шифрование алгоритмом AES-256
- Автоматический вход в систему и заполнение форм
- Генератор паролей
- Импорт и экспорт логинов
- Экстренный доступ
- Безопасный обмен
- Централизованное управление

## Возможности программы
- Сохранение и автоматическое заполнение данных форм на веб-сайтах
- Создание нескольких «персон» — наборов данных для заполнения сложных веб-форм
- Выбор формата заполнения полей в зависимости от страны, заданной в настройках
- Заполнение данных форм http-аутентификации
- Интеграция в браузеры Firefox, Netscape, SeaMonkey, Flock, Internet Explorer, Opera, Google Chrome и браузеры, созданные на основе браузера Chromium
- Шифрование хранимых данных форм и паролей с использованием алгоритмов AES, Blowfish, RC6, 3-DES, DES
- Заметки, содержимое которых можно также шифровать
- Генерация паролей
- Поиск в данных форм, заметках, паролях
- Синхронизация паролей с версией RoboForm для: Android, iOS, Windows Phone
- Поддержка нескольких пользовательских профилей
- Резервное копирование и восстановление сохранённой информации
- Возможность не использовать клавиатуру для ввода пароля, что затрудняет утечку информации с компьютера пользователя с помощью программ-кейлоггеров
- Сохранения данных форм в качестве закладок браузера.
- Возможность хранить данные в хранилище RoboForm Online

## Отзывы
В 2010 году журнал ComputerBild дал программе оценку «плохо». В 2011 году, в тесте журнала Chip, программа заняла 3 место из семи. В 2012 году, журнал ComputerBild рекомендовал программу как наименьшее зло для параноиков.
В апреле 2017 года журнал PC Magazine присвоил продукту RoboForm 7й версии 3,5 звезды, «хорошую» оценку, отметив его экономическое ценообразование, многоуровневую организационную структуру, комплексное заполнение веб-форм и функцию безопасного обмена. 
В феврале 2022 журнал PC Magazine оценил 8ю версию продукта на 4 балла из 5, «Отлично».
В 2023 онлайн-журнал Techradar в статье "Лучший менеджер паролей 2023 года" назвал RoboForm "Лучшим менеджером паролей для мобильных устройств", присвоив ему  4 балла из 5.